# 1486 Marilyn
1486 Marilyn је астероид главног астероидног појаса чија средња удаљеност од Сунца износи 2,198 астрономских јединица (АЈ).
Апсолутна магнитуда астероида је 13,0 а геометријски албедо 0,013.